# Acanthodelta leucopasa
Acanthodelta leucopasa är en fjärilsart som beskrevs av Walker. Acanthodelta leucopasa ingår i släktet Acanthodelta och familjen nattflyn. Inga underarter finns listade i Catalogue of Life.

## Bildgalleri

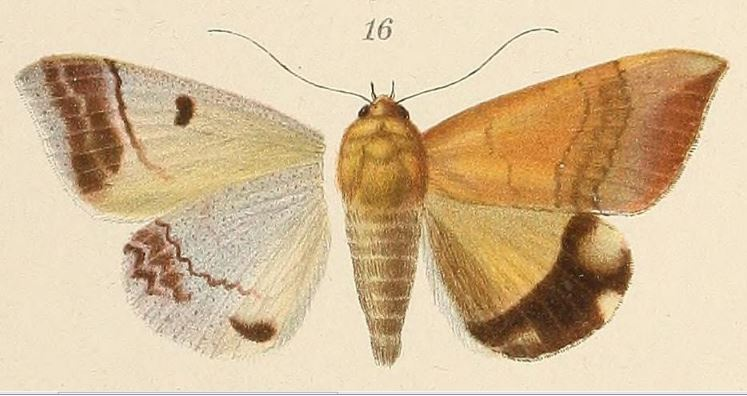